# Maui Fever
Maui Fever foi um reality show produzido pela MTV estadunidense, estreou em 17 janeiro de 2007. A série documentou o cotidiano de vários jovens amigos que vivem na área de Kaanapali, na ilha de Maui, Havaí.
Maui Fever segue o estilo das séries Laguna Beach: The Real Orange County, The Hills, e 8th & Ocean.

## Episódios
| Episódio                | Exibição original       |
| ----------------------- | ----------------------- |
| The Game                | 17 de janeiro de 2007   |
| I Got Your Back         | 24 de janeiro de 2007   |
| Arrivals and Departures | 31 de janeiro de 2007   |
| Strike Out              | 7 de fevereiro de 2007  |
| Have This, Want That    | 14 de fevereiro de 2007 |
| Fresh Lei               | 21 de fevereiro de 2007 |
| Apology Unaccepted      | 10 de março de 2007     |
| Forgive and Regret      | 10 de março de 2007     |